# Parafia Nawiedzenia Najświętszej Maryi Panny w Domosławicach
Parafia Nawiedzenia Najświętszej Maryi Panny w Domosławicach – parafia rzymskokatolicka, znajdująca się w diecezji tarnowskiej, w dekanacie Czchów.